# یواس‌سی‌جی‌سی داونتلس (دبلیوام‌ئی‌سی-۶۲۴)
یواس‌سی‌جی‌سی داونتلس (دبلیوام‌ئی‌سی-۶۲۴) (به انگلیسی: USCGC Dauntless (WMEC-624)) یک کشتی است که طول آن ۲۱۰ فوت ۶ اینچ (۶۴٫۱۶ متر) می‌باشد. این کشتی در سال ۱۹۶۷ ساخته شد.